# Luxemburg op de Olympische Zomerspelen 2020
Luxemburg was een van de deelnemende landen aan de Olympische Zomerspelen 2020 in Tokio, Japan.

## Atleten
| sport        | vrouwen | mannen | totaal |
| ------------ | ------- | ------ | ------ |
| Atletiek     | 0       | 2      | 2      |
| Boogschieten | 0       | 1      | 1      |
| Paardensport | 0       | 1      | 1      |
| Tafeltennis  | 2       | 0      | 1      |
| Triatlon     | 0       | 1      | 1      |
| Wielersport  | 1       | 2      | 3      |
| Zwemmen      | 1       | 1      | 2      |
| Totaal       | 4       | 8      | 12     |

## Sporten

### Atletiek
Mannen
Loopnummers
| atleet          | onderdeel | series  | series | halve finale | halve finale | finale  | finale |
| atleet          | onderdeel | tijd    | rang   | tijd         | rang         | tijd    | rang   |
| --------------- | --------- | ------- | ------ | ------------ | ------------ | ------- | ------ |
| Charles Grethen | 1500 m    | 3.41,90 | 6 Q    | 3.32,86 NR   | 6 q          | 3.36,80 | 12     |

Technische nummers
| atleet       | onderdeel   | kwalificatie | kwalificatie | finale         | finale         |
| atleet       | onderdeel   | afstand      | rang         | afstand        | rang           |
| ------------ | ----------- | ------------ | ------------ | -------------- | -------------- |
| Bob Bertemes | kogelstoten | 20,16        | 21           | niet geplaatst | niet geplaatst |

### Boogschieten
Mannen
| atleet        | onderdeel   | plaatsingsronde | plaatsingsronde | eerste ronde         | tweede ronde         | derde ronde          | kwartfinale          | halve finale         | finale / BM          | finale / BM |
| atleet        | onderdeel   | score           | rang            | tegenstander uitslag | tegenstander uitslag | tegenstander uitslag | tegenstander uitslag | tegenstander uitslag | tegenstander uitslag | rang        |
| ------------- | ----------- | --------------- | --------------- | -------------------- | -------------------- | -------------------- | -------------------- | -------------------- | -------------------- | ----------- |
| Jeff Henckels | individueel | 646             | 55              | Gazoz V 0 – 6        | niet geplaatst       | niet geplaatst       | niet geplaatst       | niet geplaatst       | niet geplaatst       | 33          |

### Paardensport

#### Dressuur
| ruiter         | paard              | onderdeel   | Grand Prix | Grand Prix | Grand Prix Special | Grand Prix Special | Grand Prix Freestyle | Grand Prix Freestyle | totaal         | totaal         |
| ruiter         | paard              | onderdeel   | score      | rang       | score              | rang               | technisch            | artistiek            | uitslag        | rang           |
| -------------- | ------------------ | ----------- | ---------- | ---------- | ------------------ | ------------------ | -------------------- | -------------------- | -------------- | -------------- |
| Nicolas Wagner | Quater Back Junior | individueel | 70,512     | 25         | n.v.t.             | n.v.t.             | niet geplaatst       | niet geplaatst       | niet geplaatst | niet geplaatst |

### Tafeltennis
Vrouwen
| atlete         | onderdeel | voorronde            | eerste ronde         | tweede ronde         | derde ronde          | vierde ronde         | kwartfinale          | halve finale         | finale / BM          | finale / BM    |
| atlete         | onderdeel | tegenstander uitslag | tegenstander uitslag | tegenstander uitslag | tegenstander uitslag | tegenstander uitslag | tegenstander uitslag | tegenstander uitslag | tegenstander uitslag | rang           |
| -------------- | --------- | -------------------- | -------------------- | -------------------- | -------------------- | -------------------- | -------------------- | -------------------- | -------------------- | -------------- |
| Sarah de Nutte | enkelspel | bye                  | Trifonova V 3 - 4    | niet geplaatst       | niet geplaatst       | niet geplaatst       | niet geplaatst       | niet geplaatst       | niet geplaatst       | niet geplaatst |
| Ni Xialian     | enkelspel | bye                  | bye                  | Shin Y V 3 - 4       | niet geplaatst       | niet geplaatst       | niet geplaatst       | niet geplaatst       | niet geplaatst       | niet geplaatst |

### Triatlon
Mannen
| Atleet         | Evenement | Zwemmen(1.5 km) | Rang 1 | Fietsen (40 km) | Rang 2 | Lopen(10 km) | Totaal Tijd | Ranking |
| -------------- | --------- | --------------- | ------ | --------------- | ------ | ------------ | ----------- | ------- |
| Stefan Zachäus | Vrouwen   | 17.56           |        | 56.29           |        | 36.45        | 1.52.21     | 44      |

### Wielersport

#### Wegwielrennen
Mannen
| atlete        | onderdeel    | tijd    | rang |
| ------------- | ------------ | ------- | ---- |
| Kevin Geniets | wegwedstrijd | 6:15:38 | 37   |
| Michel Ries   | wegwedstrijd | 6:21:46 | 73   |

Vrouwen
| atlete            | onderdeel    | tijd     | rang |
| ----------------- | ------------ | -------- | ---- |
| Christine Majerus | wegwedstrijd | 3:55:13  | 20   |
| Christine Majerus | tijdrit      | 34:34,13 | 21   |

### Zwemmen
Mannen
| atleet              | onderdeel        | series  | series | halve finale   | halve finale   | finale         | finale         |
| atleet              | onderdeel        | tijd    | rang   | tijd           | rang           | tijd           | rang           |
| ------------------- | ---------------- | ------- | ------ | -------------- | -------------- | -------------- | -------------- |
| Raphaël Stacchiotti | 200 m wisselslag | 2.03,17 | 42     | niet geplaatst | niet geplaatst | niet geplaatst | niet geplaatst |

Vrouwen
| atleet       | onderdeel        | series | series | halve finale   | halve finale   | finale         | finale         |
| atleet       | onderdeel        | tijd   | rang   | tijd           | rang           | tijd           | rang           |
| ------------ | ---------------- | ------ | ------ | -------------- | -------------- | -------------- | -------------- |
| Julie Meynen | 50 m vrije slag  | 26,36  | 25     | niet geplaatst | niet geplaatst | niet geplaatst | niet geplaatst |
| Julie Meynen | 100 m vrije slag | 55,69  | 32     | niet geplaatst | niet geplaatst | niet geplaatst | niet geplaatst |